# Sadayasu Fujii
Sadayasu Fujii (jap. 藤井 貞泰, Fujii Sadayasu; * um 1945) ist ein japanischer Jazzmusiker (Piano, Arrangement).
Sadayasu Fujii arbeitete um 1970 in Orchester von Nobuo Hara, an dessen Album Oliver Nelson Meets Nobuo Hara & His Sharps & Flats er beteiligt war. In den folgenden Jahren spielte er u. a. mit Hiroshi Okazaki, Hidehiko Matsumoto, Seiichi Nakamura, Kiyoshi Kitagawa, Jimmy Takeuchi, Takao Uematsu, Red Mitchell (Scairport Blues (1978), u. a. mit Toshiyuki Honda) und Takashi Furuya; außerdem begleitete er die Sängerinnen Kimiko Kasai, Mari Nakamoto, Erni Oya und Anne Young. 1976 nahm er im Trio mit Osamu Kawakami (Bass) und Hiroshi Murakami (Schlagzeug)  sein Debütalbum Prelude to a Kiss auf; 1977 folgte die Produktion Like a Child, mit Jazzstandards wie „A Sleepin’ Bee“ und „If I Should Lose You“, 1984 das Trioalbum Psalm (mit Kiyoshi Kitagawa, Juni Ishikawa). Im Bereich des Jazz war er zwischen 1970 und 1992 an 16 Aufnahmesessions beteiligt. In den 2010er-Jahren hatte er ein Quartett mit Michi Fujii (Trompete), Kenshirō Saitō (Bass) und Akira Toyoda (Schlagzeug).